# 赤紙きたる
『赤紙きたる』（あかがみきたる）は、藤子不二雄Ⓐによる日本の読切漫画作品。ブラックユーモア短編の1作。1971年『ビッグコミック』10月10日号（小学館）に掲載。

## 物語
日本の再軍備が議論かまびすしい最中、アニメーターの青年・小池伸一の元に赤紙が届く。悪戯だと思い込む小池だが、徐々に出頭の期日が迫り来る……

## 解説
藤子作品に数多く登場する名脇役『小池さん』を主人公とした作品。ただし外見は同キャラクターとは異なる。名前の「伸一」は小池さんのモデルで、主人公と同じアニメーターでもある鈴木伸一に由来する。正体の見えない恐怖が迫りくる様を描いた短編で、同様のモチーフは後年の『不意打ち』（『暗闇から石』）や『黒ベエ』の一編『梶一郎の災難』などにも見られる。
なお現行の版には結末に修正が加えられており、初出時の最後のコマは『万葉集』の防人の歌の一首「けふよりは かえりみなくて おおきみの しこのみたてと いでたつわれは」が書かれていた。